# スティーヴン・クイン
スティーヴン・クイン（Stephen Quinn, 1986年4月1日 - ）は、アイルランド・ダブリン出身の元同国代表サッカー選手。マンスフィールド・タウンFC所属。ポジションはミッドフィールダー。
兄のアラン、弟のキースもサッカー選手である。

## クラブ経歴
地元クラブのセント・パトリックス・アスレティックFCでキャリアをスタート。
2005年、シェフィールド・ユナイテッドFCに移籍。9月20日のフットボールリーグカップ・シュルーズベリー・タウンFC戦で移籍後初出場。
2012年8月31日、ハル・シティAFCに3年契約で移籍。
2015年6月30日、レディングFCに3年契約で移籍。

## 代表歴
2007年3月27日にフェンローで開催されたU-21オランダ代表との試合でアイルランド代表初出場。10月のU-21スウェーデン代表との試合で初ゴール。
2013年6月2日に開催されたジョージア代表との試合でA代表初キャップ。

## タイトル
- シェフィールド・U年間最優秀選手 : 2010-11
- フットボールリーグ年間ベストイレブン : 2011–12